# Kuldyga (novads)
Kuldyga (łot.: Kuldīgas novads) – jeden z łotewskich novadsów, funkcjonujący od 2021.
W skład novadsu wchodzą: 
- miasta: Kuldyga, Skrunda
- pagastsy: Alsunga, Ēdole, Gudenieki, Īvande, Kabile, Kurmāle, Laidi, Nīkrāce, Padure, Pelči, Raņķi, Renda, Rudbārži, Rumba, Skrunda, Snēpele, Turlava, Vārme

## Historia
Novads powstało podczas reformy administracyjnej w 2021, z połączenia dotychczasowych novadsów: Alsunga, Kuldyga i Skrunda.